# Nagroda im. Stepana Bandery
Nagroda im. Stepana Bandery – nagroda ufundowana w marcu 2012 roku z inicjatywy Lwowskiej Rady Obwodowej.
Przyznawana jest w trzech kategoriach: za działalność polityczną, naukowo-światową oraz społeczną.

## Laureaci Nagrody

### 2012
- Ołeh Baran (publicysta i wydawca, za działalność społeczną)
- Jarosław Hawryluk i Jewhen Perepiczka (za działalność naukowo-oświatową)
- Ołeksandr Panczenko (polityk, obrońca praw człowieka, za działalność polityczną)

### 2013
- Mykoła Posiwnycz (naukowiec, za działalność społeczną)
- Ołeh Feszoweć (wydawca, za działalność naukowo-oświatową)
- Ihor Car (pisarz, ksiądz greckokatolicki, za działalność społeczną)